# Vatican Advanced Technology Telescope
Pour les articles homonymes, voir VATT.
Le Vatican Advanced Technology Telescope (VATT) est un télescope grégorien qui permet d'effectuer des observations dans le domaine des longueurs d'onde visibles et infrarouges. Son miroir primaire mesure 1,83 m de diamètre et son miroir secondaire 0,38 m de diamètre. Il est en service depuis 1993.
Le télescope est aussi appelé « télescope Alice P. Lennon » et le laboratoire attenant est nommé « Thomas J. Bannan Astrophysics Facility » d'après les noms des principaux donateurs. L'ensemble fait partie de l'Observatoire international du Mont Graham, construit en 1989. Il est situé sur le Mont Graham, dans le sud-est de l'Arizona aux États-Unis.

## Historique
L'observatoire du Vatican a été fondé vers la fin du XVIe siècle sur les ordres du pape Grégoire XIII qui voulait alors réformer le calendrier julien grâce à des observations astronomiques précises. Ce n'est qu'en 1891 que la Specola Vaticana, premier télescope de l'observatoire du Vatican, est installée derrière le dôme de la basilique Saint-Pierre. Vers les années 1930 la lumière ambiante de la ville est devenue trop forte pour que les observations puissent se faire correctement, ce qui amène le pape Pie XI à donner les jardins papaux de sa résidence d'été à Castel Gandolfo pour y déplacer le télescope. Cependant en 1981 le problème se réitère et il faut à nouveau trouver un emplacement dans un endroit avec moins de pollution lumineuse, au ciel plus noir.
Le Vatican Observatory Research Group a été fondé en 1981 à Tucson dans l'Arizona, au sein du consortium de l'Observatoire International du Mont Graham et prend ses quartiers dans l'observatoire Steward de l'université de l'Arizona. La collaboration entre les deux groupes amène à la construction du VATT. Son installation sur le mont Graham se heurte d'abord à une ferme opposition de la part d'écologistes, du fait de la proximité du site avec un habitat d'écureuils roux. Il est inauguré le 13 septembre 1993 et voit cette même année sa première lumière, c'est-à-dire la première fois que son détecteur est éclairé par la lumière des étoiles.
En 2012, un accord valable trois ans a été signé entre l'Observatoire du Vatican et l'Université Notre-Dame de l'Indiana (département de physique) pour l'utilisation du télescope durant 20 nuits par an.

## Caractéristiques
Le VATT est un télescope de type grégorien aplanétique. Le principe du télescope grégorien consiste en un miroir primaire collectant la lumière des étoiles et la focalisant en un point situé en avant du miroir secondaire, qui réfléchit l'image à travers l'ouverture centrale du miroir primaire, vers un oculaire.
Le miroir primaire est un miroir parabolique de verre borosilicate de diamètre 1,83 m ouvert à f/1 et construit en nid d'abeille. Le miroir a été fabriqué à l'Université de l'Arizona en 1985 en utilisant pour la première fois le spin-casting dans un four rotatif (en) et la technique de polissage dite stressed-lap polishing, qui a été utilisée plus tard pour d'autres miroirs de télescope comme celui de l'observatoire MMT (6,5 m de diamètre), les télescopes Magellan et les deux miroirs du Large Binocular Telescope (8,4 m de diamètre). Le miroir f/1 du VATT est dit très « rapide », ce qui signifie que sa distance focale est égale à son diamètre. Parce qu'il a une focale très courte, la conception en télescope grégorien peut être employée. En outre, cette configuration a été choisie pour son coût plus faible qu'une configuration comprenant un miroir secondaire convexe comme pour les télescopes Cassegrain.
Le miroir secondaire est un miroir parabolique concave de 0,38 m de diamètre en Zerodur. Il est ouvert à f/0.9 et a été fabriqué par le Space Optics Research Laboratory à Chelmsford dans le Massachusetts. Le miroir secondaire est placé au-delà du point de focalisation du miroir primaire, ce qui permet une focalisation puissante dans l'ensemble du champ de vue.
L'analyse interférométrique des deux miroirs permet de constater leur qualité et leur régularité, caractérisée par un rapport de Strehl de 90 % pour le miroir primaire (défauts de 17 nm RMS et 170 nm PV à 633 nm) et de 98,5 % pour le miroir secondaire (défauts de 13 nm RMS et 150 nm PV à 633 nm). En outre, les cieux au-dessus du mont Graham sont parmi les plus stables du continent nord américain. Un seeing inférieur à une seconde d'arc même sans optique adaptative, est régulièrement atteint. Côté photométrie, le ciel du mont Graham fait partie des plus sombres du monde parmi les ciels réputés de Hawaii et du Chili.
| Dénomination      | Caractéristiques                                                      |
| ----------------- | --------------------------------------------------------------------- |
| Système optique   | Aplanétique grégorien f/9                                             |
| Focale            | 16,48 m                                                               |
| Miroir primaire   | Ouverture f/1.0 Diamètre 1,83 m                                       |
| Miroir secondaire | Ouverture f/0.9 Diamètre 37,7 cm (contrôle de mise au point : 0,1 µm) |
| Champ de vue      | 72 mm soit 15 '                                                       |
| Résolution        | 12,52 "/mm                                                            |
| Qualité d'image   | 0,1 ' - 6,8 "                                                         |
| Support           | Altitude-Azimut + Dérotateur                                          |

## Instrumentation
Les instruments suivants sont disponibles pour équiper ce télescope:
- VATTSpec: spectrographe à résolution moyenne. Il a reçu sa première lumière en mars 2011[siteoff 2].
- GUFI (Galway Ultra Fast Imager):  caméra installée au VATT (de type L3CCD, basé sur une caméra DV887 ixon), avec pratiquement zéro temps mort entre les expositions (en collaboration avec le Centre for Astronomy, National University of Ireland Galway (NUI Galway))

## Utilisation
Compte tenu de ses excellentes qualités optiques, le télescope a été principalement utilisé pour des travaux d'imagerie et de photométrie.
Parmi les résultats notables de ce télescope, il y a :
- l'observation de MACHO dans la Galaxie d'Andromède[9] ;
- la validation du système photométrique de filtre Stromvil ;
- la preuve de la façon dont la forme et les dimensions des galaxies ont évolué au fil de l'âge de l'Univers ;
- la découverte du premier astéroïde binaire de la famille de Vesta ;
- la caractérisation et la classification par les couleurs visibles, de quelque 100 objets transneptuniens, la plupart d'entre eux d'une magnitude apparente inférieure à 21.

Le VATT est également configuré pour effectuer des observations à distance (par exemple à partir du site de Castel Gandolfo en Italie (Observatoire du Vatican)).
Les performances du VATT ont été testées en 1998, par l'observatoire du MMT.

## Fonctionnement
L'État de la Cité du Vatican finance le personnel de l'observatoire et les frais réguliers de recherche, mais le coût de construction et d'entretien du VATT est assuré par des donateurs privés. Les bailleurs de fonds principaux pour la construction du télescope étaient Fred et Alice P. Lennon ainsi que Thomas J. Bannan. Des bienfaiteurs de la Fondation de l'observatoire du Vatican continuent à financer les frais de fonctionnement du télescope Alice P. Lennon et des installations d'astrophysique Thomas J. Bannan.
Le VATT reçoit également des soutiens financiers de la part de la fondation Kresge Grant et des dons en nature de matériel informatique de Hewlett Packard Grant.

## Autres installations de l'Observatoire international du Mont Graham
- Large Binocular Telescope
- Heinrich Hertz Submillimeter Telescope Observatory
- Galway Ultra Fast Imager (GUFI) (en collaboration avec le Centre for Astronomy, National University of Ireland Galway (NUI Galway)) : il s'agit d'une caméra ultra rapide installée au VATT en 2010[notes 2].

## Honneur
L'astéroïde (196481) VATT est nommé en son honneur.